# Liste des holding de compagnies aériennes
 (octobre 2017).
Il s'agit d'une liste des holdings de compagnie aérienne, soit possédant plusieurs compagnies aériennes, soit la société mère d'une unique compagnie aérienne.

## Afrique
EgyptAir Holding Company
• EgyptAir • EgyptAir Cargo • EgyptAir Express
Kenya Airways Holding Company 
Holdings majoritaires :
• Kenya Airways • Jambojet • Kenya Airways Cargo • Kencargo Airlines International
Holdings minoritaires :
• Precision Air - 41.23% Shareholding

## Asie
ANA Holdings, Inc.
• Air Central • Air Japan • Air Next • Air Nippon • All Nippon Airways • ANA & JP Express • Vanilla Air
China Airlines Group
• China Airlines • Mandarin Airlines • Tigerair Taiwan
China Southern Air Holding
• China Southern Airlines • Chongqing Airlines
Evergreen Group
• Eva Air • Uni Air
Guangdong Development Bank
• Jade Cargo International • Kunpeng Airlines • Shenzhen Airlines
Hanjin Group
• Korean Air • Jin Air
HNA Group
• Chang'an Airlines • China Xinhua Airlines • Hainan Airlines • Shanxi Airlines • Hong Kong Airlines • Hong Kong Express Airways
Japan Airlines Corporation
• JAL • JALways • JAL Express • J-Air • Japan Air Commuter
National Aviation Company of India Limited
• Air India • Air India Express• Air India Regional
Swire Group
• Air Hong Kong • Cathay Pacific Airways • Dragonair
Kumho Asiana Group
• Asiana Airlines • Air Busan (49%)

## Océanie et Asie du Sud-Est
AirAsia Berhad
• AirAsia • AirAsia X • Thai AirAsia • Indonesia AirAsia • Philippines AirAsia • AirAsia Zest • AirAsia India • AirAsia Japan • Thai AirAsia X
Garuda Indonesia Group
• Garuda Indonesia • Citilink
Lion Group
• Lion Air • Batik Air • Wings Air • Malindo Air • Thai Lion Air
PAL Holdings, Inc.
• Philippine Airlines • PAL Express
Penerbangan Malaysia Berhad
• Firefly • MASWings • Malaysia Airlines
Qantas Airways Limited
Holdings majoritaires :
• Jetconnect • Jetstar Airways • Qantas
Holdings minoritaires :
• Jetstar Asia Airways • Jetstar Japan • Jetstar Hong Kong • Jetstar Pacific Airlines
Singapore Airlines Limited
Holdings majoritaires :
• Singapore Airlines, Singapore Airlines Cargo (SQ) • SilkAir (MI) • Scoot
Holdings minoritaires :
• Tiger Airways Holdings Limited - Tigerair • Tigerair Australia (34.4%)
Tiger Airways Holdings Limited
• Tigerair • Tigerair Australia • Tigerair Mandala • Tigerair Taiwan
Vietnam Airlines Corporation
• Vietnam Airlines • Vietnam Air Services Company • Cambodia Angkor Air* • Jetstar Pacific Airlines
Virgin Australia Holdings Limited
Holdings majoritaires :
Virgin Australia (100%) • V Australia (100%) • Virgin Australia Regional Airlines (100%) • Tigerair Australia (60%)
Holdings minoritaires :
• Virgin Samoa (49%)
Cebu Pacific Group
• Cebu Pacific • Tigerair Philippines

## Europe
Air France-KLM SA
Holdings majoritaires :
• Air France • Hop ! Air France • KLM • KLM Cityhopper • Martinair • Transavia.com • Transavia France • 
Holdings minoritaires :
• Airlinair (19,5%) • Air Calédonie (2%) • Air Mauritius (5%) • Air Tahiti (7%) • Compagnia Aerea Italiana (7.08%) • CCM Airlines (12%) • Kenya Airways (26%) • Royal Air Maroc (3%)
Air Greenland
Holdings minoritaires :
• Norlandair (25%)
Cirrus Group Holding
• Augsburg Airways • Cirrus Airlines
Compagnia Aerea Italiana
• Alitalia • Alitalia Express • Alitalia_CityLiner
Deutsche Post World Net
• DHL Ecuador • DHL Aero Expreso • DHL Air UK • DHL de Guatemala • DHL International Aviation ME
TAP Group
• TAP Portugal
Icelandair Group
• Air Iceland Connect • Bluebird Cargo • Icelandair • Loftleiðir Icelandic • SmartLynx Airlines
International Airlines Group
Holdings majoritaires :
• Iberia Group • British Airways • Vueling Airlines • Bmibaby
Holdings minoritaires :
• Flybe (15%)
Lufthansa AG
Holdings majoritaires :
• Air Dolomiti • Austrian Airlines • Germanwings • Lufthansa Airlines, Lufthansa Cargo, Lufthansa CityLine, Swiss International Air Lines • Edelweiss Air • SunExpress (50% with Turkish Airlines)
Holdings minoritaires :
• Brussels Airlines (45%) • Eurowings (49%) • JetBlue Airways (19%) • Luxair (13%) • Ukraine International Airlines (22,52%)
SAS Group
Holdings majoritaires :
• Scandinavian Airlines • Scandinavian Airlines Denmark • Scandinavian Airlines Norway • Scandinavian Airlines Sweden • Widerøe
Holdings minoritaires :
• Air Greenland (37.5%) • Skyways Express (25%)
TUI AG, TUI Travel PLC
• TUIfly (Germany) • TUIFly ( - ), Arkefly - Corsairfly - Jetairfly - Thomson Airways - TUIfly Nordic
Note: all of the preceding airlines are presently being merged into two main groups, and will simply be named TUIFly, and one of which will be partially owned and presided over by a Lufthansa Holding company.
Turkish Airlines
• AnadoluJet • SunExpress (50% with Lufthansa)
Straumur-Burdaras Investment Bank
• XL Airways France
Virgin Group
Holdings majoritaires :
• Virgin Atlantic Airways
Holdings minoritaires :
• AirAsia X (20%) • Virgin Australia (25%) • Air Nigeria (50%)

## Amérique du Nord
ACE Aviation Holdings Inc.
Holdings majoritaires :
• Air Canada
Air Transport Services Group
• ABX Air • Air Transport International • Capital Cargo International Airlines
Alaska Air Group
• Alaska Airlines • Horizon Air
American Airlines Group
Holdings majoritaires :
• American Airlines • US Airways • Envoy Air • Piedmont Airlines • PSA Airlines
Holdings minoritaires :
• Mesa Air Group (10%) • Mesa Airlines
Atlas Air Worldwide Holdings, Inc.
Holdings majoritaires :
• Atlas Air (100%) • Polar Air Cargo (51%)
Holdings minoritaires :
• Global Supply Systems (49%)
Citigroup
• AeroMéxico • AeroMéxico Connect
Copa Holdings S.A.
• AeroRepública • Copa Airlines
Delta Air Lines, Inc.
• Delta Air Lines • Endeavor Air
Holdings minoritaires :
• Virgin Atlantic holding company (49%) • Gol Linhas Aereas Inteligentes (6.15%)
Major Former Airline Holdings:
• Comair • Pinnacle Airlines
Hoth Inc.
• Era Alaska - Era Aviation • Era Alaska - Frontier Alaska • Arctic Circle Air
Indigo Partners, LLC
• Frontier Airlines
MatlinPatterson Global Advisors
Holdings majoritaires :
• Global Aviation Holdings, North American Airlines
Major Former Airline Holdings:
• Arrow Air • ATA Airlines • World Airways
Minority Former Airline Holdings:
• Varig • VarigLogistica
Pacific Air Holdings
• Pacific Wings • GeorgiaSkies • KentuckySkies • New Mexico Airlines • TennesseeSkies
Republic Airways Holdings
• Chautauqua Airlines • Republic Airlines • Shuttle America
Saltchuk Resources
• Aloha Air Cargo • Northern Air Cargo
SkyWest, Inc.
• ExpressJet Airlines • SkyWest Airlines
Southwest Airlines Co.
• AirTran Airways • Southwest Airlines
Trans States Holdings
• Compass Airlines • GoJet Airlines • Trans States Airlines
United Continental Holdings
• United Airlines

## Amérique centrale et du Sud
Synergy Aerospace Corp.
Holdings majoritaires :
• (66%) AviancaTaca Holding S.A. - Avianca S.A. • TACA International Airlines S.A.
• (100%) Avianca S.A. - SAM S.A. • Tampa Cargo • VarigLog • OceanAir • VIP S.A. • AeroGal • Capital Airlines • Helicol S.A. • TurbServ
Kingsland Holding Ltd.
Holdings minoritaires :
• (34%) AviancaTaca Holding S.A. - Avianca S.A. • TACA International Airlines S.A. • Volaris (25%)
• (100%) TACA International Airlines S.A. - TACA Regional • Taca Peru • LACSA • Aeroman
LATAM Airlines Group
Holdings majoritaires :
• LAN Argentina • LAN Cargo • LAN Chile • LAN Ecuador • LAN Express • LAN Perú • LAN Colombia •
• ABSA Cargo Airline •LANCO • MasAir • TAM Linhas Aéreas S.A • TAM Airlines •
- Grupo Áurea

• Gol Transportes Aéreos